# 梁香子
梁香子（：／ Yang Hyang-ja ?；1967年4月4日—），大韓民國企業家出身的政治人物。

## 早期生涯
梁香子從光州女子商業高中畢業後，在18歲（虛歲19歲）時，到三星電子工作，擔任公司半導體存儲器研究人員的助手，從此於該公司工作30餘年，並成為高階主管。
三星工作期間，梁香子於2008年成均館大學完成碩士學位。

## 政治生涯
梁香子2015年底認識新政治民主聯合代表文在寅，在該年12月辭職離開三星，隔年加入共同民主黨步入政壇。2016年國會選舉參選光州西區乙選區，但敗給千正培。2020年國會選舉捲土重來，成功復仇進入國會。
2018年進入文在寅政府人事革新處擔任國家公務員人材開發院院長，也是該職務1960年代設立以來，首位女性院長。
2021年，梁香子因為不當處理辦公室內的性騷擾事件而被共同民主黨開除黨籍。到2023年，她成立新政黨韓國希望，到2024年1月，梁香子宣佈韓國希望會與國民力量前代表李俊錫成立的政黨改革新黨合併，她擔任該黨的院內代表。之後在同年的國會選舉，梁香子代表改革新黨出戰京畿道的龍仁市甲區，結果得票率只有約3%慘敗。